# Batalla de Mbumbi
La Batalla de Mbumbi (1622) fue un enfrentamiento librado entre las fuerzas de la África Occidental Portuguesa y del Reino del Congo con victoria de las primeras.

## Antecedentes
Los portugueses se establecieron en Angola en 1575 como recompensa por ayudar al Reino del Congo a derrotar la invasión de los jagas (en), que había ocupado el país en 1568. Después de intentar conquistar el Reino de Ndongo sin éxito, el gobernador portugués Luis Mendes de Vasconcellos (pt) estableció una alianza con los imbangalas (en), pueblo descrito por las fuentes lusitanas y congoleñas como caníbales y originarios del sur del río Cuanza. El gobernador los utilizó para destruir a los ndongos y los europeos esclavizaron a los sobrevivientes surgidos de ese caos. Los vencidos quedaron reducidos a comunidades menores separadas y debieron aportar 3.000 guerreros al ejército portugués como muestra de sometimiento.
En 1621 Vasconcellos es sucedido por João Correia de Sousa (pt), quien esperaba conseguir los mismos resultados introduciendo a los imbangalas en el Reino del Congo. Primero conquistó las tierras boscosas de Kasanze (en), país vasallo del Congo que dio refugio a los ndongos. Entonces Correia ordenó al capitán mayor Pedro de Sousa Coelho (pt) con un ejército de 20.000 mbundu (en) más un contingente de europeos e imbangalas salir de Nambu y Ndongo para invadir la provincia congoleña de Mbamba.

## Batalla
El capitán mayor marchó sobre Bumba con 30.000 combatientes, la mayoría arqueros mbundu más infantería pesada europea y mercenarios imbangalas. En la ciudad, el duque Paulo Afonso de Mbamba y el marqués Cosme de Pemba reunieron un ejército congoleño de 2.000 a 3.000 arqueros y 200 nobles armados con espada y escudo, la infantería pesada tradicional del país. Antes de dar batalla, el duque se confesó y recibió los Santos Sacramentos, después se armó con su espada, escudo y reliquias de varios santos. La movilización de esas fuerzas, aunque solo los nobles estuvieran entrenados, era impresionante, pues la provincia en aquella época tendría cincuenta mil habitantes como mucho, de los que sólo quince millares serían hombres adultos.
Al principio de la batalla, ambos bandos dieron el grito de batalla «¡Santiago!» antes de participar. Las fuerzas congoleñas, viendo esta coincidencia, remarcaron que si el santo portugués era blanco, el suyo era negro. Las fuerzas del duque cargaron contra los arqueros mbundu, unos 30.000 para aquel momento, pero los mercenarios imbangalas no cedieron y contraatacaron hasta destruir al enemigo. El duque, el marqués, 90 nobles menores y miles de soldados comunes fueron masacrados. Según los informes de los jesuitas, los europeos tomaron muchos prisioneros en la batalla y saquearon Bumba sin respetar siquiera las propiedades de los colonos portugueses que ahí vivían. Los caníbales imbangalas se comieron  a muchos prisioneros, incluyendo los cuerpos del duque y el marqués.

## Consecuencias
La batalla produjo una violenta reacción antiportugesa en todo el Reino, empezando por disturbios dispersos hasta llegar a un conflicto generalizado. El recientemente coronado rey Pedro II del Congo (pt) tuvo que poner a los colonos que pudo bajo su protección en su campamento de Mbanda Kasi, donde concentraba sus fuerzas para contraatacar. Fue el fin de la alianza lusitano-congoleña. Los congoleños declararon la guerra a los portugueses, los expulsaron de su país e incluso tomaron algunos territorios de Angola. Una consecuencia final fue que Pedro II escribió una carta formal a las Provincias Unidas de los Países Bajos, que intentarían conquistar la región en 1641.